# Batalha Incerta
Batalha Incerta (em inglês:  In Dubious Battle) é um filme estadunidense de 2016, do gênero drama romântico, dirigido por James Franco.

## Sinopse
Jim Nolan (Nat Wolff), um ativista do "Partido Comunista", organiza uma grande greve para os catadores de maçãs na Califórnia, na década de 1930.

## Elenco
- James Franco ..... Mac McLeod
- Nat Wolff ..... Jim Nolan
- Selena Gomez ..... Lisa London
- Vincent D'Onofrio .... Al Anderson
- Robert Duvall .... Chris Bolton
- Ed Harris .... Joy
- Bryan Cranston .... Xerife
- Sam Shepard ..... Mr. Anderson
- Zach Braff ..... Connor
- Josh Hutcherson .... Vinnie
- Ahna O'Reilly .... Edith "Edie" Malone
- Analeigh Tipton .... Vera
- Scott Haze ..... Frank
- Alex Morf ..... Burke
- Danny McBride .... Tramp
- Jacob Loeb .... Paul
- Keegan Allen .... Eddie
- Ashley Greene .... Danni Stevens
- John Savage

## Produção
Em 30 de janeiro de 2015, foi confirmado que James Franco iria não só dirigir um filme adaptado da obra, como também iria estrelá-la. Foram anunciados para o elenco Selena Gomez, Vincent D'Onofrio, Robert Duvall, Ed Harris, Bryan Cranston e Danny McBride na mesma ocasião. A AMBI Group ficou responsável pelo financiamento do projeto e a Rabbit Bandini Productions e a That's Hollywood Pictures Productions ficaram com a produção.
Em 16 de março, Nat Wolff foi confirmado para interpretar o papel principal como Jim Nolan, o organizador da greve de catadores de maçã na Califórnia. Nos dois dias seguintes, Josh Hutcherson, Zach Braff, Analeigh Tipton, Ashley Greene, John Savage e Ahna O'Reilly foram os próximos a entrar para o elenco.
As gravações principais começaram em 19 de março, nas cidades de Atlanta e Bostwick, Geórgia - e foram finalizadas em abril de 2015.

## Recepção
No agregador de críticas dos Estados Unidos, o Rotten Tomatoes, na pontuação onde a equipe do site categoriza as opiniões da  grande mídia e da mídia independente apenas como positivas ou negativas, o filme tem um índice de aprovação de 30% calculado com base em 23 comentários dos críticos. Por comparação, com as mesmas opiniões sendo calculadas usando uma média aritmética ponderada, a nota alcançada é 5,1/10.
Em sua crítica para a Variety, Owen Gleiberman disse que "como diretor, Franco aprendeu a montar uma cena, mas ele e seu roteirista, Matt Rager, não constroem camadas na ação." Lee Marshall, escrevendo para o Screen International disse que é "um filme que depois de sua promessa inicial, desce às vezes [ao nível] de drama histórico para TV."
Peter Bradshaw, do The Guardian disse que "aqui está um filme com o coração no lugar certo, mas todo o resto está fora de controle. O ritmo dramático é pesado para seu diálago apressado."